# Open Europe
Open Europe è un think tank con uffici a Londra e Bruxelles e un'organizzazione partner indipendente a Berlino, che promuove idee per riforme politiche ed economiche dell'Unione europea in favore di una riduzione dell'accentramento dei poteri in capo all'Unione.

## Scopo programmatico
Il think tank è stato creato da uomini d'affari britannici con lo scopo programmatico di opporsi a ulteriori centralizzazioni della costruzione europea: propone modelli flessibili per l'integrazione europea che permettano agli stati membri dell'UE di integrarsi fra di loro a diversi livelli e gradi, ed è fautore di una devoluzione di poteri dall'UE ai paesi membri .
Open Europe conduce ricerche; organizza eventi; invia una sintesi quotidiana per la stampa europea compilata da un gruppo di ricerca multilingue, ed è attiva sui social media.

## Riconoscimenti
Open Europe è stata premiata come "International Think Tank of the Year 2012" (Think tank internazionale dell'anno 2012) da Prospect.

## Gestione
- Rodney Leach, Fondatore[3]
- Neil O'Brien, Direttore (2005–08)[4]
- Mats Persson, Direttore (2010–15)[5]
- Raoul Ruparel, Condirettore; Stephen Booth, Condirettore (2015–oggi)[6]